# 查尔斯·巴克拉
查尔斯·巴克拉，FRS，FRSE，（英語：Charles Barkla，1877年6月27日—1944年10月26日），英國物理學家。任教于愛丁堡大學 (1913-1944) 的他，致力於基礎物理研究。1917年，他因發現X射線的散射現象，獲得了年度諾貝爾物理學獎的殊榮。